# Catalogus Plantarum, quas in ditione florae palatinatus
Catalogus Plantarum, quas in ditione florae palatinatus (abreviado Cat. Pl. Palat. o Cat. Pl. (Koch & Ziz)) es un libro ilustrado con descripciones botánicas que fue escrito conjuntamente por Wilhelm Daniel Joseph Koch y Johann Baptist Ziz. Fue publicado en el año 1814.